# جواز سفر موزمبيق
يصدر جواز السفر الموزمبيقي لمواطني موزمبيق للسفر الدولي. اعتبارا من 2 يوليو 2019، يستطيع حاملي جواز سفر موزمبق السفر بدون تأشيرة أو بتأشيرة عند الوصول إلى 58 بلدا وإقليما، مما جعل جواز السفر الموزمبيقي يحتل المرتبة 85 من حيث حرية السفر وفقًا مؤشر هينلي لجوازات السفر.